# Jiří Novotný (Eishockeyspieler)
Jiří Novotný (* 12. August 1983 in Pelhřimov, Tschechoslowakei) ist ein ehemaliger tschechischer Eishockeyspieler, der in der National Hockey League für die Buffalo Sabres, Washington Capitals und Columbus Blue Jackets aktiv war. Darüber hinaus spielte er für Atlant Mytischtschi, Barys Astana, den HC Lev Prag, Lokomotive Jaroslawl, HK Traktor Tscheljabinsk und den HK Lada Toljatti in der Kontinentalen Hockey-Liga.

## Karriere
Der 1,93 m große Center begann seine Karriere beim HC České Budějovice in der tschechischen Extraliga, bevor er beim NHL Entry Draft 2001 als 22. in der ersten Runde von den Buffalo Sabres ausgewählt (gedraftet) wurde.
Der Rechtsschütze blieb zunächst zwei Jahre in Budweis, danach wechselte er in die American Hockey League zu den Rochester Americans, einem Farmteam der Sabres. Am 12. Januar 2006 gab Novotný sein NHL-Debüt für Buffalo in der Partie gegen die Phoenix Coyotes, schon im nächsten Spiel erzielte er seinen ersten Punkt, als er Daniel Paille am 14. Januar im Spiel gegen die Los Angeles Kings assistierte. Sein erstes Tor schoss der Tscheche am 11. Februar gegen die Florida Panthers.
Am 27. Februar 2007 wurde Jiří Novotný zusammen mit einem Erstrunden-Pick für den NHL Entry Draft 2007 im Tausch gegen Dainius Zubrus und Timo Helbling zu den Washington Capitals transferiert. Nach der Saison unterschrieb er einen Vertrag bei den Columbus Blue Jackets, wo er die folgenden zwei Spieljahre verbrachte. Danach wurde sein Vertrag nicht verlängert und er wechselte nach Russland zu Atlant Mytischtschi aus der Kontinentalen Hockey-Liga. 2010 wechselte er zum Ligarivalen Barys Astana, für den er in den folgenden zwei Jahren über 100 KHL-Partien absolvierte. Im Juli 2012 wurde sein laufender Vertrag mit Barys aufgelöst und Novotný kehrte nach Tschechien zurück, wo er einen Vertrag über drei Jahre Laufzeit beim HC Lev Prag unterschrieb. Mit dem HC Lev erreichte er 2014 das Playoff-Finale. Nach dem Rückzug des Vereins aus der KHL wechselte Novotný zusammen mit Martin Thörnberg zu Lokomotive Jaroslawl. Dort wurde er zum Assistenzkapitän ernannt und war in seiner ersten Saison drittbester Scorer des Teams. In seiner zweiten Saison ließen seine Leistungen nach (nur 13 Scorerpunkte), so dass er keine Vertragsverlängerung erhielt. Die Saison 2016/17 verbrachte er teilweise beim HK Traktor Tscheljabinsk.
Im September 2018 wechselte Novotný zunächst für zwei Monate zum HC Ambrì-Piotta in die Schweizer National League. Im Oktober wurde sein Vertrag bis Saisonende und im Januar 2019 bis 2020 noch einmal verlängert. Im Juli 2019 verletzte er sich während der Saisonvorbereitung und fiel für vier Monate aus.
Im Juli 2021 beendet er seine Karriere und wurde Spielervermittler für den Schweizer Raum.

## Erfolge und Auszeichnungen
- 2010 Goldmedaille bei der Weltmeisterschaft
- 2011 Bronzemedaille bei der Weltmeisterschaft
- 2012 Bronzemedaille bei der Weltmeisterschaft

## Karrierestatistik

### International
(Legende zur Spielerstatistik: Sp oder GP = absolvierte Spiele; T oder G = erzielte Tore; V oder A = erzielte Assists; Pkt oder Pts = erzielte Scorerpunkte; SM oder PIM = erhaltene Strafminuten; +/− = Plus/Minus-Bilanz; PP = erzielte Überzahltore; SH = erzielte Unterzahltore; GW = erzielte Siegtore; 1 Play-downs/Relegation; Kursiv: Statistik nicht vollständig)